# Gränshandel

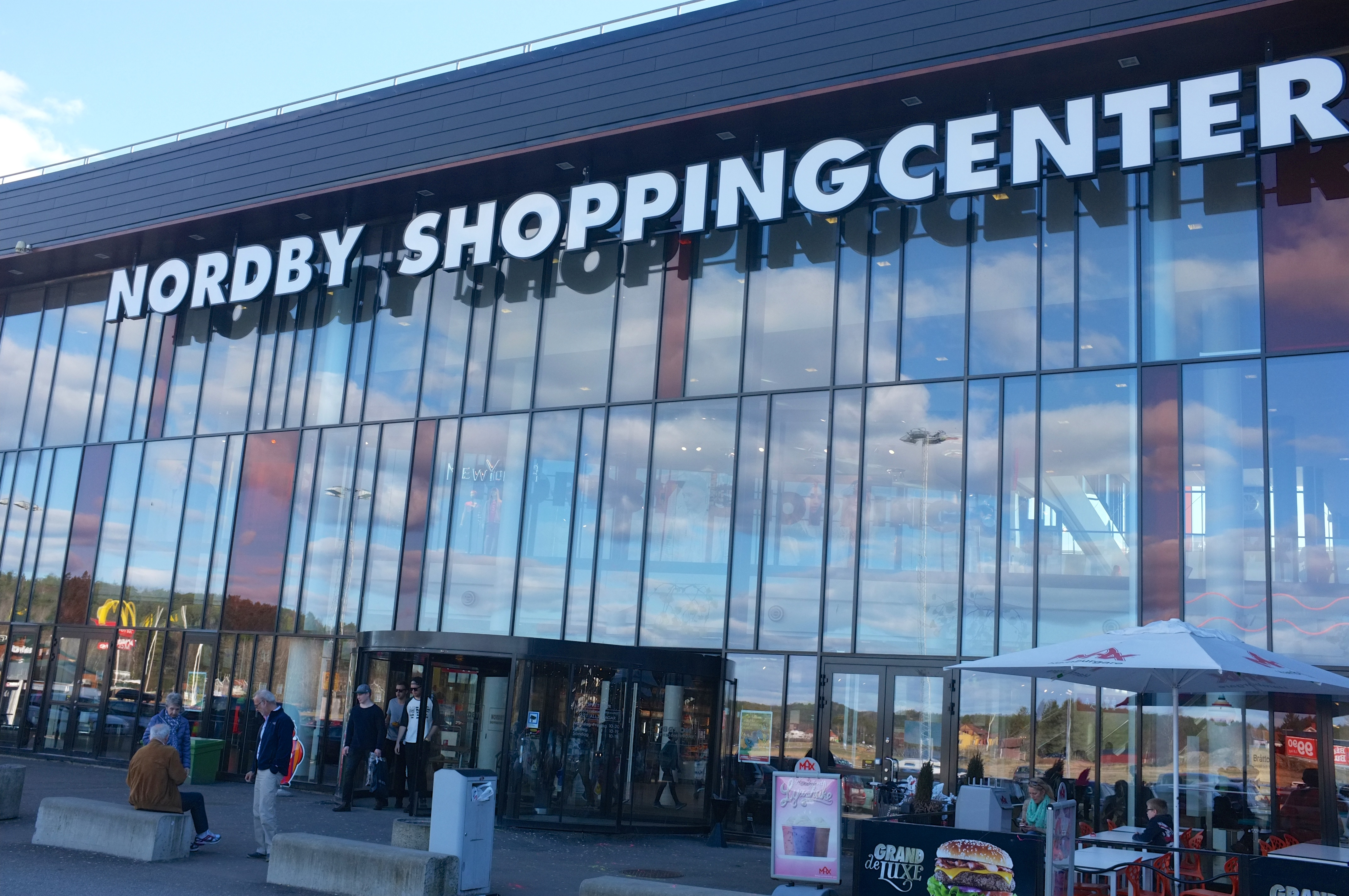
Nordby Shoppingcenter i Nordby i Sverige, nära gränsen till Norge inriktar sig på gränshandel eftersom priserna i Norge är högre än i Sverige.

Gränshandel är handel som sker över gränsen till andra länder. Oftast används ordet när privatpersoner gör det för att dra nytta av skillnader i moms, skatt och andra faktorer som styr priset. Mängden gränshandeln varierar därför över tid eftersom skillnader i valutor och pris påverkar hur mycket en person tjänar på att handla i ett annat land.
Handel förekommer bland annat vid gränsen mellan Norge och Sverige där det på den svenska sidan finns köpcentra som Charlottenbergs shoppingcenter, Nordby Shoppingcenter och hela orter som Töcksfors som drar nytta av gränshandeln. Fokuset vid denna gräns är huvudsakligen dagligvaror. Ett annat ställe med liknande inriktning som Nordby Shoppingcenter är Scandinavian Park vid Flensburg i Tyskland som ligger vid gränsen mellan Danmark och Tyskland.